# Kauda
Kauda is een plaats in de Estlandse gemeente Peipsiääre, provincie Tartumaa. De plaats heeft de status van dorp (Estisch: küla).
De plaats lag tot in oktober 2017 in de gemeente Vara. In die maand ging de gemeente op in de gemeente Peipsiääre.

## Bevolking
De ontwikkeling van het aantal inwoners blijkt uit het volgende staatje:
| Jaar            | 2011 | 2017 | 2019 | 2021 |
| --------------- | ---- | ---- | ---- | ---- |
| Aantal inwoners | 29   | 18   | 23   | 22   |

## Ligging
Kauda ligt tegen de grens tussen de gemeenten Peipsiääre en Tartu vald. De rivier Amme vormt de grens met het buurdorp Kikivere in Tartu vald. De Tugimaantee 43, de secundaire weg van Aovere via Kallaste naar Kasepää, komt door Kauda.

## Geschiedenis
Kauda werd voor het eerst genoemd in 1688 onder de naam Kauti Tönno, een boerderij op het landgoed van Warrol (Vara). In 1758 heette ze Kauta Jutzen. Pas in 1970 kreeg Kauda de status van dorp.